# Sinan Akçıl

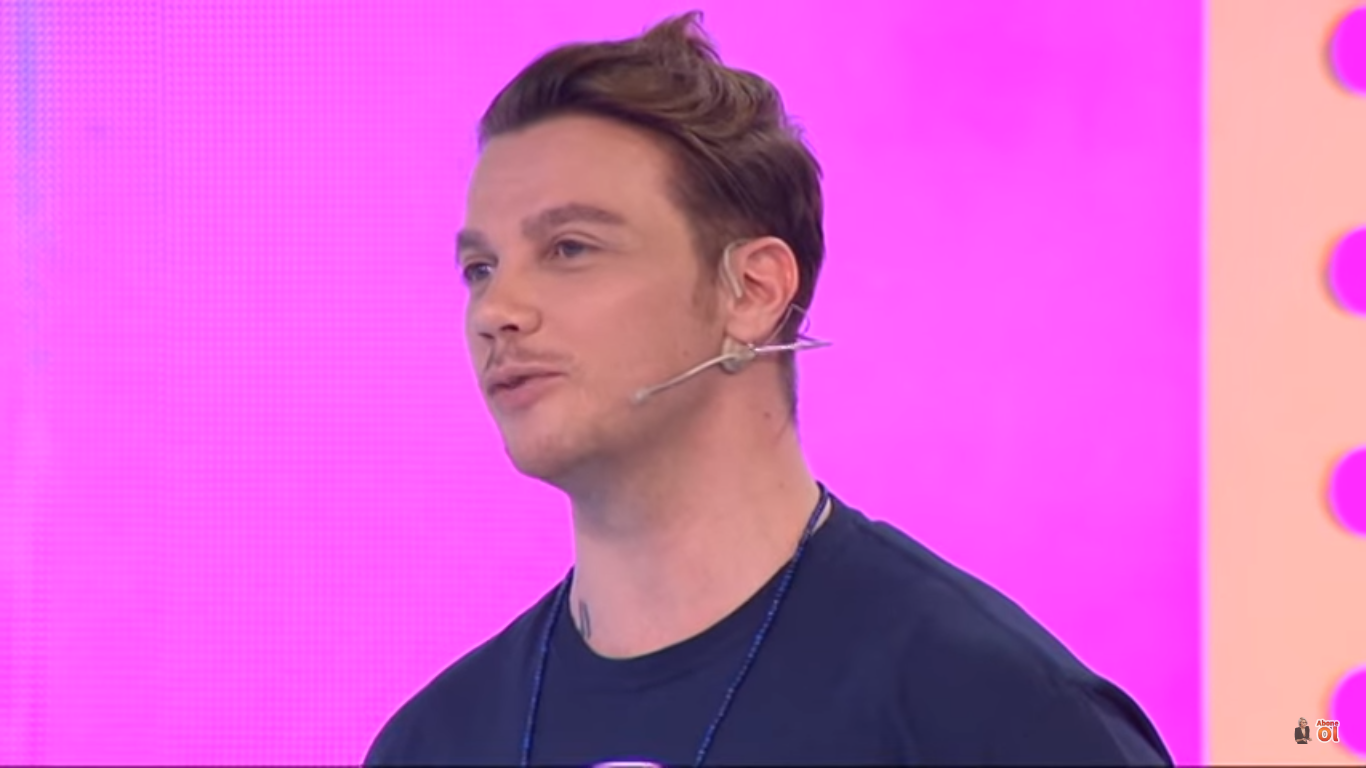
Sinan Akçıl (2016)

Sinan Akçıl (* 20. Mai 1982 in Leeuwarden, Niederlande) ist ein türkischer Popmusiker, Musikproduzent und Songwriter.

## Karriere
Als Musikproduzent arbeitete Sinan Akçıl bereits mit bekannten türkischen Künstlern wie Hande Yener, Ajda Pekkan, İzel, İrem Derici oder Mustafa Ceceli zusammen. Mit der Sängerin Ferah Zeydan, welche durch die Teilnahme an der türkischen Version von The X Factor bekannt wurde, hat er ebenfalls mehrere Songs aufgenommen.
Außerdem arbeitete Sinan Akçıl ebenso mit internationalen Künstlern wie Aygün Kazımova, Shahzoda, Maher Zain, Shyhrete Behluli, Saide Guliyeva, Adil Assil oder Teodora zusammen.
Seine Laufbahn als Sänger startete er im Jahr 2011 mit der Veröffentlichung seines Debütalbums Kalp Sesi. Seitdem hat er mehrere Alben auf den Markt gebracht. In seiner bisherigen Musiklaufbahn machte er zudem mit zahlreichen Hits wie Atma, Fark Atıyor, Tabi Tabi, Biri Bana Gelsin, Şarttır, Yüzyılın Aşkı oder Anlarsın auf sich aufmerksam.
Von 2009 bis 2010 führte er eine Beziehung mit der türkischen Sängerin Hadise.

## Diskografie

### Alben
- 2011: Kalp Sesi
- 2012: Karnaval
- 2013: Kapı (Bize Yazdım)
- 2014: Tabi Tabi
- 2017: Yüzyılın Aşkı
- 2020: Piyanist
- 2022: Piyanist 2
- 2023: Piyanist 3 (Next Generation)

### Kompilationen
- 2015: Best of Aşk

### EPs
- 2018: Güzel Şeyler

### Singles
| - 2011: Atma (mit Hande Yener, Original: Randa Hafez – Gowaya Keteer) - 2011: Cumartesi (mit Ajda Pekkan) - 2011: Bişey Olmuş (mit İzel) - 2011: Şampiyon (mit Teodora; Original: Konstantinos Galanos – Ola Sta Dosa) - 2012: Fark Atıyor - 2012: Hoppala - 2012: Bize Her Yer Cennet - 2012: Öylesine - 2012: İkinci Sen (mit Aygün Kazımova) - 2013: Rahatsızlık (mit Semra San) - 2013: Kapı - 2013: Bize Yazdım - 2013: Dev Dalga - 2014: Tabi Tabi (Original: Shantel – Marko i Shantel) - 2014: Hatırlasana - 2014: Hoppa (mit Funda Kılıç) - 2014: Seni Bir Tek (mit Burcu Güneş) - 2015: Vazgeçilmezim (mit Demet Akalın) - 2015: Hırka (mit Shahzoda) - 2015: Biri Bana Gelsin (mit Ferah Zeydan, Original: Eleana Papaioannou – Tesseris Kai Misi) - 2015: El Yazısı / Hatalım (mit Hepgül Özdemiroğlu) - 2015: Ayıp Yani (Original: Mohamed Hamaki – Fe Hodn Eneik) - 2016: 1001 Gece - 2016: Başka Şansın Yok - 2016: Şarttır (mit Ferah Zeydan ; Original: Nancy Ajram – Shater) - 2016: Pardon (mit Çağla) - 2017: İyi Değilim (mit Ferah Zeydan) - 2017: Yüzyılın Aşkı (mit Serdar Ortaç, Original: Dhurata Dora – Ayo) - 2017: Bir Tanedir (mit Sinan Ceceli, İrem Derici & Miri Yusuf) - 2018: Teşekkürler Sevgilim (mit Enbe Orkestrası & İzel) - 2018: Yakında Döneceksin (Mehmedim) - 2018: Demesinler (mit Melda) - 2018: Seni Böyle Sevmediler - 2018: Gülmek Sadaka (mit Maher Zain) | - 2018: Anlarsın (mit Mustafa Ceceli) - 2019: Mucize (mit Ferah Zeydan) - 2019: Goy Goy - 2020: Çok Sevmek Yasaklanmalı (mit Mustafa Ceceli & İrem Derici) - 2020: Güzel Karım - 2020: Dünya (mit Mustafa Ceceli & Tohi) - 2020: Daima Yaşa Azerbaycan (mit Saide Guliyeva) - 2020: Jam Shqiptar / Ben Arnavutum (mit Shyhrete Behluli) - 2020: Bye Bye (mit Enes Yolcu) - 2021: Sefil (mit Semra San) - 2021: Hata Bende (mit Samet Tecer) - 2021: Mecburum Sana (mit Neslim Güngen) - 2022: Durum Çok Acil (mit Mustafa Ceceli & Merve Özbey) - 2022: Yalan (mit Demet Akalın) - 2022: Simsiyahım (mit Ekin Uzunlar) - 2022: Yanımdadır - 2022: Yaktırma (mit Adil Assil) - 2023: Elini Uzat (mit Milad) - 2023: Bu Aşk Yerde Kalmaz (mit Bengü & Hakan Altun) - 2023: Hiç Unutma (mit İlyas Yalçıntaş) - 2023: Efkâr Gecesi (mit Mustafa Ceceli & İrem Derici) - 2023: Güller Utansın (mit Tekir) - 2023: Derdim (mit Erkan Petekkaya & Enes Yolcu) - 2023: Yalanlarla Kandır (mit Mili B & Kerro) - 2023: Kedi - 2023: Avuçlarımda Tutamadım (mit Enes Yolcu) - 2023: Bak Yine Hatırladım (mit Doğuş Çabakçor) - 2023: Kay Kay (mit Rabia Tunçbilek) - 2024: Aşkımız Eser Olur - 2024: Hadi Yavrum (mit Ferah Zeydan) - 2024: Aslan Parçası (mit Seren Uzun) - 2024: Fark Atıyor (mit Kerro) - 2024: Anlatamam - 2025: Felaket (mit Ece Mumay) - 2025: Esme (mit Mustafa Erol) |

Quelle:

### Gastauftritte
- 2007: Gurur (von İzel – Hintergrundstimme)
- 2008: Estirme Rüzgarı (von Ziynet Sali – Hintergrundstimme)
- 2009: Rüya (von Ziynet Sali – Hintergrundstimme)
- 2009: Kahraman (von Hadise – Hintergrundstimme)
- 2011: Teşekkürler (von Hande Yener – Hintergrundstimme und im Musikvideo)
- 2016: Dürbün (von Demet Akalın – Hintergrundstimme)
- 2016: Evlenmene Bak (von İrem Derici – im Musikvideo)
- 2018: Yazsın Bana (von İrem Derici – Hintergrundstimme)
- 2019: Canın Sağ Olsun (von Ajda Pekkan – im Musikvideo)

### Produktionen/Songwritings (Auswahl)
| - 2006: Dokunma Bana (von Zeynep Casalini) - 2007: Işıklı Yol (von İzel) - 2007: Belli Mi Olur (von İzel) - 2008: Kalp Kalbe Karşı (von Aslı Güngör & Ferhat Göçer) - 2008: Son Öpücük (von Aslı Güngör) - 2008: İzmir Bilir Ya (von Aslı Güngör) - 2009: Karar Bize Ait (von Meyra & Burak Kut) - 2009: Ağladın Ya (von Meyra) - 2009: Gelen Seni Soruyor (von Bengü) - 2009: Düm Tek Tek (von Hadise) - 2009: Evlenmeliyiz (von Hadise) - 2010: Bodrum (von Hande Yener) - 2010: Sopa (von Hande Yener) - 2010: Çöp (von Hande Yener) | - 2011: Havaalanı (von Hande Yener) - 2011: Bana Anlat (von Hande Yener) - 2011: Unutulmuyor (von Hande Yener) - 2011: Aşkım (von Bengü) - 2011: Saat 03.00 (von Bengü) - 2011: Arada Sırada (von Ajda Pekkan) - 2013: Hafıza (von Funda Arar & Enbe Orkestrası) - 2015: Ders Olsun (von Demet Akalın) - 2016: Bana Hiçbir Şey Olmaz (von İrem Derici) - 2017: Kıymetlim (von Mustafa Ceceli & İrem Derici) - 2017: Ey Aşk (von Berkay) - 2018: Hadi Hoppalara (von Ziynet Sali & Berk Coşkun) - 2018: Seni Sever Miydim? (von Hande Ünsal) - 2021: Bi Daha Bi Daha (von Demet Akalın) |